# Buslijn 26 (Haaglanden)
Buslijn 26 van HTM is een buslijn in de regio Haaglanden, in de Nederlandse provincie Zuid-Holland.

## Route en dienstregeling
De lijn verbindt Kijkduin (Deltaplein) via de wijk Waldeck, de buurt Houtwijk, langs het OV-knooppunt Leyenburg, het Zuiderpark, door de wijk Transvaalkwartier, langs station Moerwijk, door de wijk Laakhavens, langs de MegaStores, station Hollands Spoor door de Binckhorst met Voorburg Station.
Buslijn 26 rijdt op werkdagen overdag iedere 15 minuten, tijdens het weekend overdag iedere 20 minuten en 's avonds na 20.00 uur en in de vroege ochtend van het weekend iedere 30 minuten. Tijdens de spitsuren rijden er extra ritten tussen Leyenburg en Voorburg Station. Op werkdagen na 14.45 uur rijdt buslijn 26 niet tussen Station Hollands Spoor en Voorburg Station en rijdt na Station Hollands Spoor direct door naar Centraal Station. 's Avonds na 20.00 uur en in het weekend rijdt buslijn 26 alleen tussen Kijkduin en Station Hollands Spoor.

## Geschiedenis

### 1955-1983
- 1 november 1955: De eerste instelling van buslijn 26 vond plaats op het traject Grote Markt - Lisztplein (het latere Arnold Spoelplein in Loosduinen). In het kader van de omzetting van alle Haagse buslijnaanduidingen van letters in cijfers werd dit het lijnnummer van lijn P, die vanaf 1927 een busdienst had onderhouden op het grootste deel van dit traject. Het stadseindpunt bleef de Grote Markt, in vergelijking met de WSM-bussen - die op de Varkenmarkt hun eindpunt hadden - was dat iets meer in het centrum. Zonder overstappen een van de Haagse stations bereiken was echter niet mogelijk.
- 22 mei t/m 28 oktober 1966: Op maandag t/m vrijdag gingen vier retourritten door naar/van Kijkduin, maar niet op de dagen dat buslijn 35 hier reed (18 juli t/m 26 augustus 1966).
- 29 oktober 1966: Buslijn 26 werd gecombineerd met HTM-buslijn 40, actiepunt uit de 3e fase van het Plan Lehner. Vanaf de Grote Markt, via de Bezuidenhoutseweg bij het station Staatsspoor, werd doorgereden naar het einde van de Voorburgse Parkweg, bij station Leidschendam-Voorburg. Buslijn 26 werd over het grootste deel van zijn route ondersteund door lijn 19 en streekbussen van WSM (tussen Loosduinen en Varkenmarkt) respectievelijk NZH (tussen Staatsspoor en Voorburg Oost), die tegen HTM-tarief werden opengesteld voor lokale reizigers. Hierdoor konden de frequenties van lijn 26 relatief laag worden gehouden.
- 1973: Buslijn 26 werd in Loosduinen verlengd via de Pisuissestraat naar de Beethovenlaan.
- november 1974: Buslijn 2 naar Kraayenstein werd ingesteld en versterkte het traject tussen het centrum en Loosduinen.
- 1 oktober 1983: Buslijn 26 werd opgeheven, omdat tramlijn 2 in dienst werd gesteld op het trajectgedeelte richting Loosduinen. De Westnederland-buslijnen bleven nog jarenlang naast lijn 2 de route naar het Haagse Centraal Station rijden. De route naar Voorburg werd overgedaan aan buslijn 22 met voortgezette ondersteuning door de parallel lopende NZH-buslijnen.

### 1987-heden

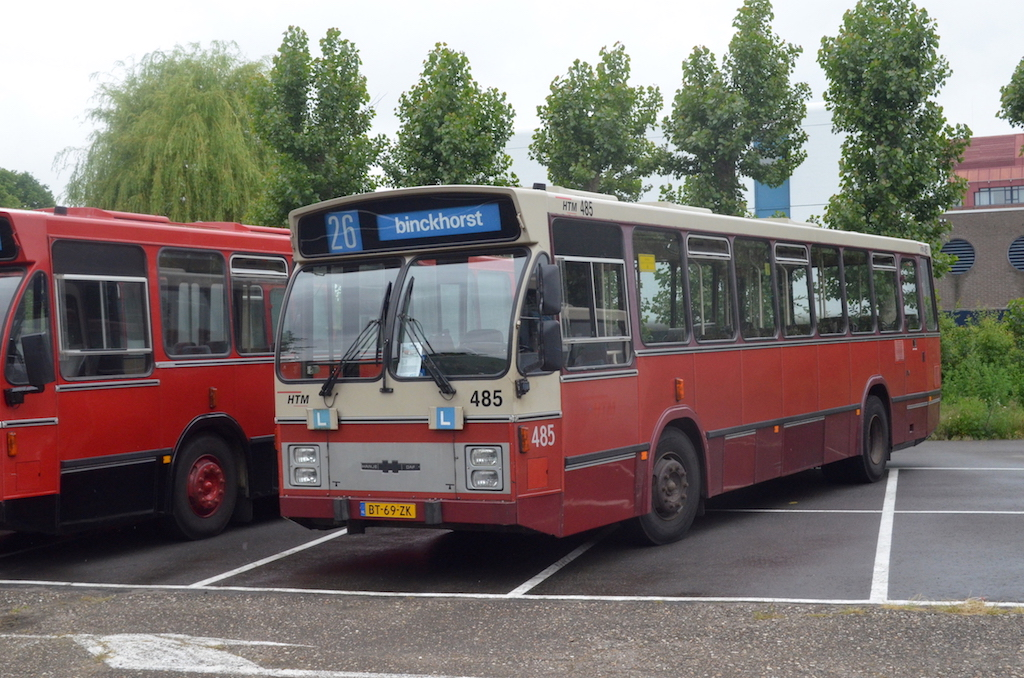
Museumbus CSA-2 485 ingefilmd als lijn 26

- 1 juni 1987: De tweede buslijn 26 werd ingesteld op het traject Station Hollands Spoor – Loosduinen, omdat HTM wilde investeren in tangentiële lijnen en uit onderzoek bleek dat er behoefte was aan een verbinding van het Hollands Spoor met Loosduinen via de wijken rond het Zuiderpark en het  ziekenhuis in Leyenburg. In eerste instantie reed deze lijn niet ’s avonds en in het weekend. Een zaterdagse dienst werd in 1991 ingesteld en in 1992 werden er spitsdiensten gereden via het bedrijventerrein Binckhorst naar station Voorburg.
- 1990-1999: Halverwege de jaren 1990 werd de lijn doorgetrokken naar Kijkduin, wat vooral ’s zomers een grote vervoersvraag opleverde. De route naar de Binckhorst werd ook buiten de spits uitgevoerd – meestal ‘om en om’. Enige jaren reed lijn 26 door naar het nieuwe bedrijventerrein Forepark, maar in september 1995 werd de route weer teruggebracht tot Kijkduin - Station Hollands Spoor - Station Voorburg.
- Zomers 2005-2007: Buslijn 26 werd Beachline 26, waarmee men tegen een tarief van één euro naar en van Kijkduin kon reizen. Het aantal reizigers steeg hierdoor met 14%. In de categorie Collectief/Openbaar Vervoer dong dit initiatief mee naar de door het Ministerie van Verkeer en Waterstaat ingestelde Van A naar Beter-prijs 2007.
- 9 december 2012: Buslijn 26 ging een gestrekte route rijden in de wijk Zuiderpark. Hierbij kwamen drie halten te vervallen en kwamen er twee voor terug. Ook de frequentie werd veranderd. Op deze datum ging het concessiebedrijf van HTM over naar HTMbuzz.
- 11 april 2016: Van buslijn 26 werd de route verlegd in de Binckhorst. Twee halten vervielen en werden door twee nieuwe vervangen.
- 1 juli 2017 tot 29 januari 2018: Buslijn 26 reed een omleiding in beide richtingen vanwege de vernieuwing van Stationsplein en tramviaduct en werkzaamheden in de Waldorpstraat voor de tweede toegang van het station. Oorspronkelijk zou de omleiding duren tot 17 december 2017, maar door onverwachte extra werkzaamheden werd de einddatum uitgesteld tot 29 januari 2018.
- 15 december 2019: De nieuwe busconcessie Haaglanden Stad ging in voor de periode 2019-2034. Daarnaast werd het vervoersbedrijf HTMbuzz na zeven jaar weer veranderd in HTM.
- 3 november 2021 tot 13 december 2021: Door werkzaamheden bij het Veluweplein werd een omleiding ingesteld.
- 20 maart 2023: Vanwege verkeersdrukte in de Binckhorst rijdt buslijn 26 op werkdagen na 14.45 uur niet tussen Station Hollands Spoor en Voorburg Station en rijdt na Station Hollands Spoor direct door naar Centraal Station. Tijdens de zomervakantie geldt deze maatregel niet.
- 21 augustus 2023 tot eind april 2025: Vanwege werkzaamheden bij De la Reyweg reed buslijn 26 een omleiding tussen Zuiderpark en Moerweg. Er werd een tijdelijke halte Vreeswijkstraat ingesteld.